# Resolutie 372 Veiligheidsraad Verenigde Naties
Resolutie 372 van de Veiligheidsraad van de Verenigde Naties werd unaniem aangenomen op de 1838e vergadering van de Raad op 18 augustus 1975. De resolutie steunde Kaapverdiës aanvraag voor VN-lidmaatschap, nadat de eilandstaat op 5 juli 1975 onafhankelijk was geworden van Portugal.

## Inhoud
De Veiligheidsraad had de aanvraag tot VN-lidmaatschap van Kaapverdië bestudeerd, en beval de Algemene Vergadering aan het land toe te laten als VN-lidstaat.

## Verwante resoluties
- Resolutie 352 Veiligheidsraad Verenigde Naties (Grenada)
- Resolutie 356 Veiligheidsraad Verenigde Naties (Guinee-Bissau)
- Resolutie 373 Veiligheidsraad Verenigde Naties (Sao Tomé en Principe)
- Resolutie 374 Veiligheidsraad Verenigde Naties (Mozambique)

Lijst ·  367 ·  368 ·  369 ·  370 ·  371 ·  372 ·  373 ·  374 ·  375 ·  376 ·  377 ·  378 ·  379 ·  380 ·  381 ·  382 ·  383 ·  384